# Зонтра
Зонтра (нім. Sontra) — місто в Німеччині, знаходиться в землі Гессен. Підпорядковується адміністративному округу Кассель. Входить до складу району Верра-Майснер.
Площа — 111,29 км2. Населення становить 7693 ос. (станом на 31 грудня 2020).

## Галерея

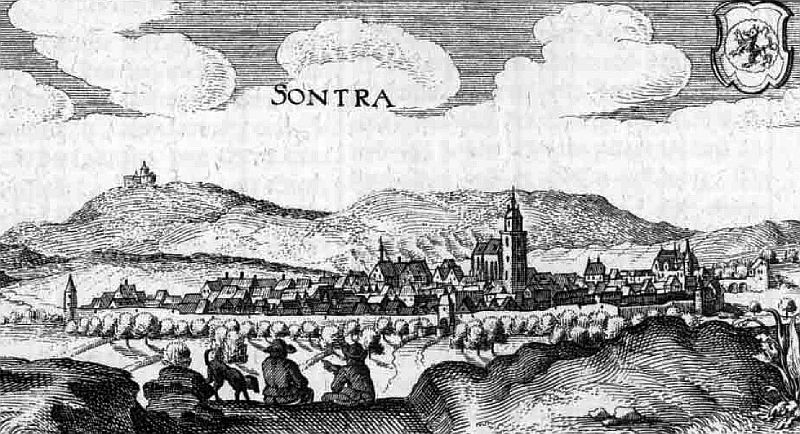
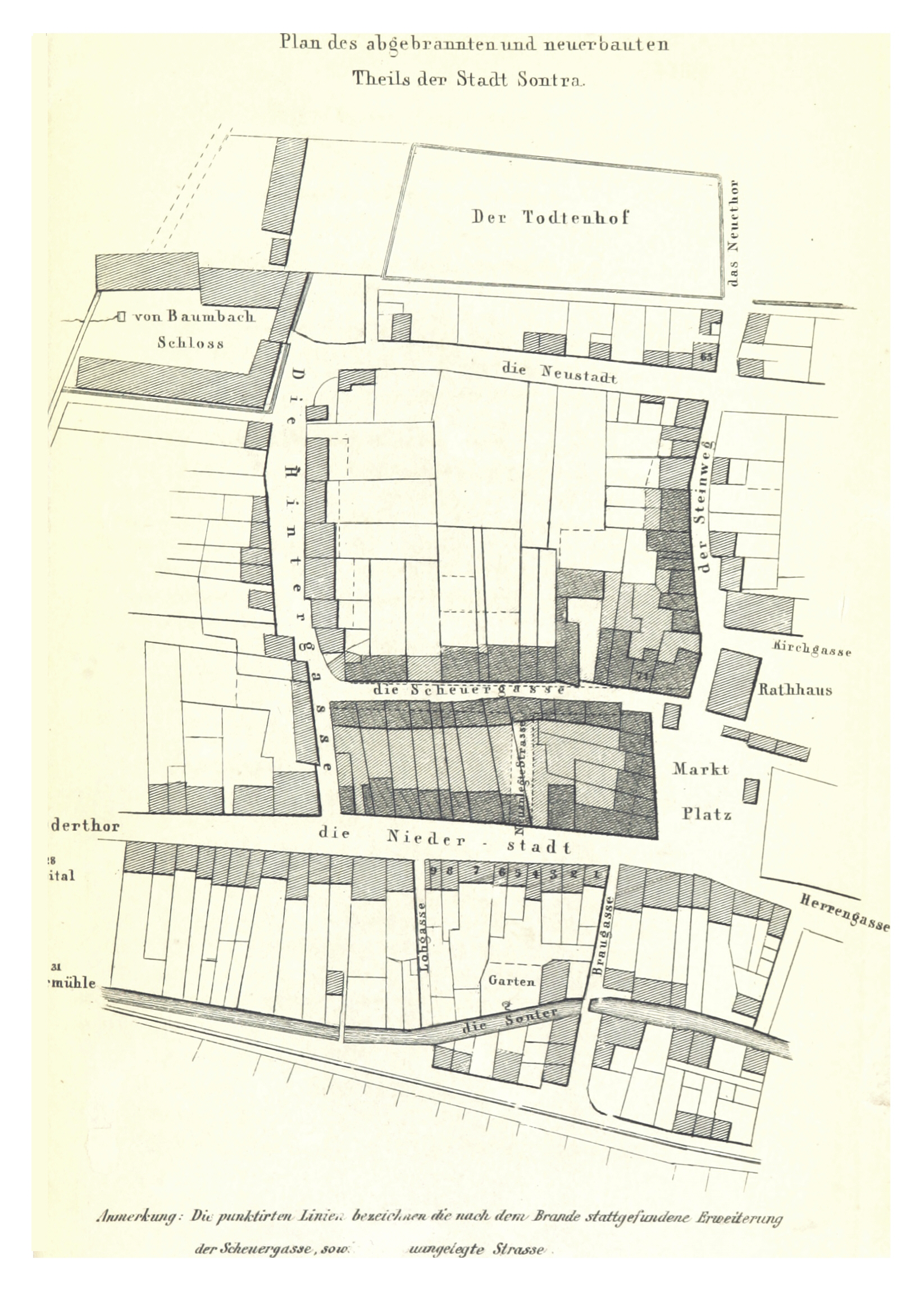
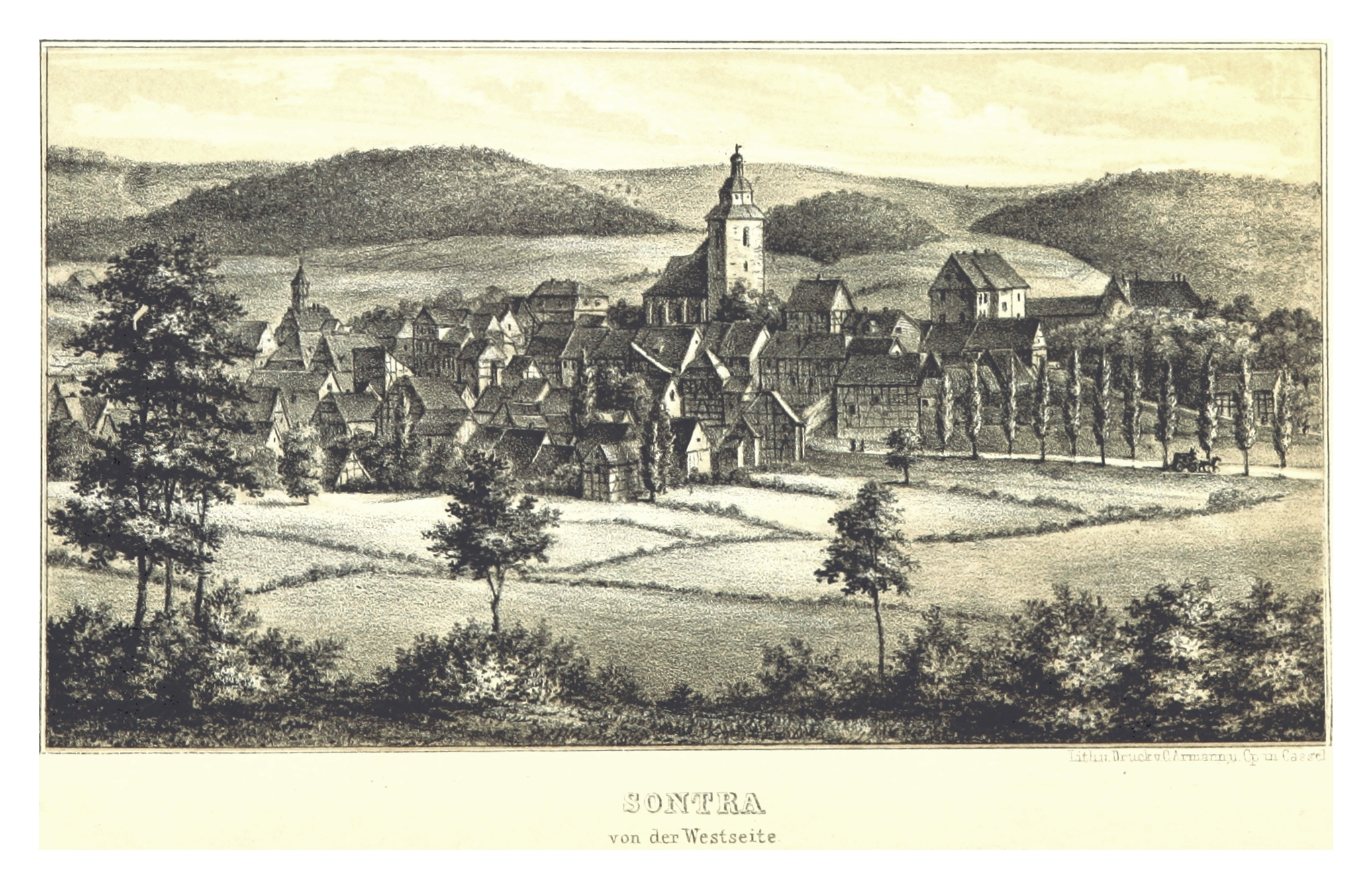
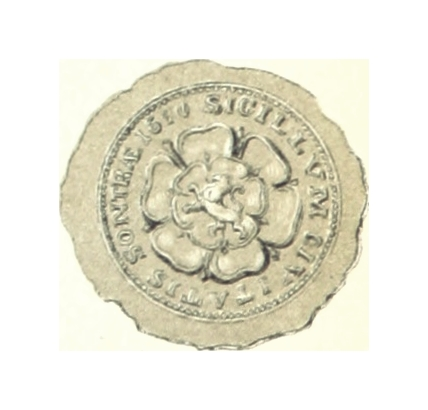
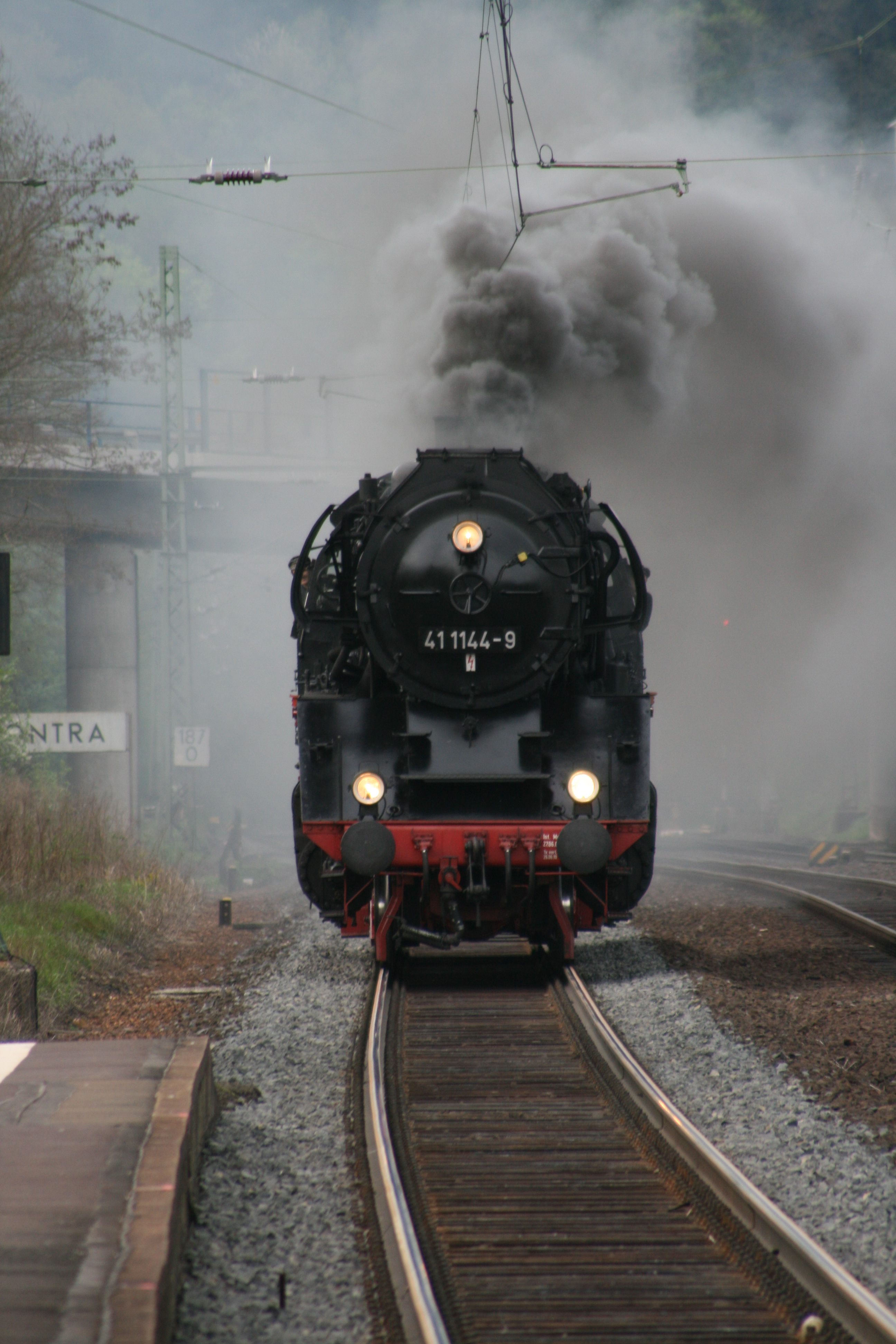
Паровоз ReKo 41 біля залізничного вокзалу у Зонтра